# 瘸幫

瘸幫（英語：Crips）是一個扎根於南加利福尼亞州沿海地區的幫派。他們於1969年在加州的洛杉磯成立，主要由雷蒙·華盛頓和史丹利·威廉斯創立。幫派曾經是兩個自主幫派之間的結盟，他們現在是一個鬆散聯繫的單獨網絡，經常彼此公開鬥爭。幫派的成員傳統上穿著藍色服裝，但這種做法有所減少，原因是警察專門打擊針對幫派成員。在歷史上，成員主要是非裔美國人。
瘸幫是美國最大和最暴力的街頭幫派之一。據估計，2008年就有30,000名至35,000名成員，該團夥參與過謀殺、搶劫和毒品交易，以及其他犯罪活動。且與血幫有著長期而激烈的敵對關係。

## 起源
一些资料表明，联盟的原名“Cribs”是从许多选项中挑选出来的，并从最终的三个选择中一致选择了这个名字，其他两个选择是Black Overlords（黑色霸主）和Assassins（刺客）。选择“Cribs”是为了反映大多数帮派成员的年轻年龄。当帮派成员开始带着手杖以显示他们的“皮条客”身份时，这个名字演变成了“Crips”。社区中的人们于是开始称他们为残疾人，简称为“Crips”。在1972年2月，《洛杉矶时报》使用了这个术语。
另一种资料表明，“Crips”可能是从1970年代瓦茨街头帮派“Cripplers”演变而来的，Raymond Washington曾是该帮派的一员。这个名字没有政治、组织、隐秘或首字母缩略词的意义，尽管有些人认为它代表“Common Revolution In Progress”（共同革命进行中），这是一个逆向首字母缩写词。根据由一名Bloods成员执导的电影《Bastards of the Party》，这个名字代表“Community Revolutionary Interparty Service”或“Community Reform Interparty Service”。

## 歷史

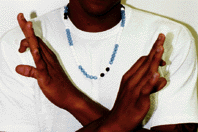
瘸帮信号

洛杉磯中南部的黑幫活動起源於1950年代的多種因素，包括：二战后经济衰退导致的失业和贫困；对年轻非裔美国男性的种族隔离，他们被排除在例如童子军等组织之外，导致了黑人“街头俱乐部”的形成；以及黑豹党和黑人民权运动等黑人民族主义组织的衰落。
史丹利·威廉斯在1969年遇到了雷蒙·華盛頓，两人决定将南洛杉矶中部西区和东区的帮派成员联合起来，以对抗邻近的街头帮派。大多数成员当时都只有17岁。然而，威廉姆斯在他的回忆录《蓝色愤怒，黑色救赎》中似乎否定了1969年作为有时被引用的成立日期。
在他的回忆录中，威廉斯否认了有关该团体是黑豹党的分支或是为了社区议程而成立的说法，他写道：“它描绘了一个对抗街头帮派的联盟，无多无少。” 雷蒙在弗里蒙特高中就读时，是东区克里普斯的领导者，而威廉斯在华盛顿高中就读时，领导了西区克里普斯。
威廉斯回忆说，瘸幫创始成员柯蒂斯·“佛陀”·莫罗首次佩戴蓝色头巾，作为他蓝色李维斯牛仔裤、蓝色衬衫和深蓝色吊带裤色彩协调服装的一部分。1973年2月23日，莫罗被枪杀后，瘸幫成员开始佩戴蓝色头巾以纪念他。此后，蓝色便与瘸幫联系在一起。
到1978年，洛杉矶已有45个瘸幫，称为“帮派分支”。他们深度参与了天使尘、大麻和安非他明的生产。1979年3月11日，作为瘸幫西区成员的威廉姆斯因四起谋杀案被捕，而1979年8月9日，雷蒙被枪杀。雷蒙一直反对瘸幫的内部争斗，他的死导致了几个瘸幫帮派分支之间的争斗。瘸幫的领导层被瓦解，导致了滚动60街区瘸幫和八轨匪帮Crips之间致命的帮派战争，促使附近的瘸幫分支选择站队并与街区瘸幫或匪帮瘸幫结盟，在南洛杉矶和其他城市进行大规模战争。雷蒙死后，东洛杉矶的东海岸Crips和胡佛Crips直接断绝了联盟关系。直到1980年，瘸幫处于混乱之中，与血幫和彼此交战。

### 尼加拉瓜革命、反政府武装和毒品贩运增加
1979年尼加拉瓜革命后，安納斯塔西奧·蘇慕薩·德瓦伊萊前政府的许多前成员逃到了美国，并得到中情局的支持以对抗共产主义者。据称，中情局选中了恩里克·贝穆德斯领导反抗军，他与奥斯卡·达尼洛·布兰顿和诺尔文·梅内塞斯会面讨论筹款事宜。他们决定通过贩毒来筹集资金，并将目标对准了南洛杉矶的黑人社区。
在1980年代初，随着霹靂可卡因的兴起，瘸幫开始分销这种毒品，该帮派的发展和影响力也随之大幅提升。巨額利润促使许多瘸幫成员在其他城市和州建立新市场。结果，瘸幫成员的人数穩步增长，到1980年代后期，这个街头帮派已成为全国最大的帮派之一。在1999年，美国至少有600个瘸幫分支，超过30,000名成员在贩运毒品。

## 成員
截至2015年，瘸幫由大约30,000到35,000名成员和800个分支组成並活跃于美国221个城市和41个州。據統計，瘸幫分支数量最高的州是加利福尼亚州、德克萨斯州、俄克拉荷马州和密苏里州。成员通常由年轻的非裔美国男性组成，但也可以是白人、西班牙裔、亚裔和太平洋岛民。该帮派还在1990年代初开始在加拿大立足；其分支活跃于蒙特利尔和多伦多。
根據1992年洛杉矶警察局估計，瘸幫約有15,742名成员並分布在108个分支中；而根據其他来源，僅加利福尼亚州就有30,000到35,000名成员分布在600个分支中。
部分瘸幫成员曾加入美国武装部队，并在美国和国外的军事基地服役。

## 實行

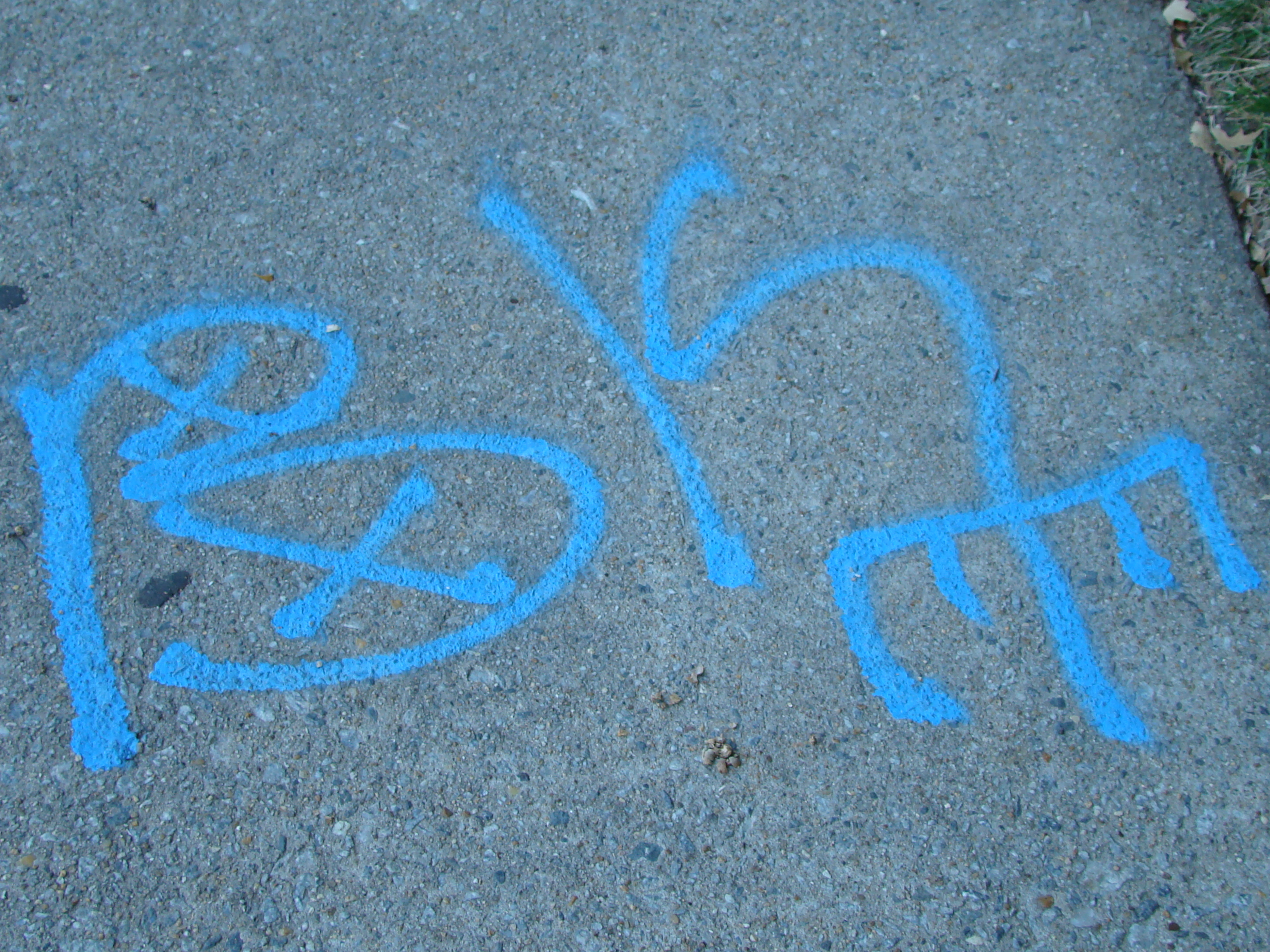
"BK" ("blood killer")塗鴉，位於亞歷山卓

### 語言
瘸幫生活的一些做法包括涂鸦和对字母表中特定字母的替换和删除。在某些瘸幫中，单词“blood”中的字母“b”因其与敌人的关联而被“鄙视”，并在其上画一个叉。字母“CK”被解释为“Crip killer”（瘸幫杀手）因此被避免使用，并被“cc”代替。例如，单词“kick back”写作“kicc bacc”，而“block”写作“blocc”。由于象征性的关联，许多其他单词和字母也会被改变。瘸幫成员传统上称呼彼此为“Cuz”或“Cuzz”，有时这个词也作为瘸幫成员的绰号。“Crab”是对Crip最不尊重的辱骂，可能会招致致命的报复。在1970年代和1980年代，监狱中的瘸幫有时会说斯瓦希里语，以保持对狱警和敌对帮派的隐私。

### 犯罪團夥以及街頭活動
与大多数犯罪街头帮派一样，瘸幫也通过非法活动如非法赌博、毒品交易、拉皮条、盗窃和抢劫获得经济利益。 瘸幫还通过勒索非帮派成员的当地毒贩获利。除了这些盈利的非法活动外，他们还参与破坏和财产犯罪，通常是出于帮派榮譽或简单的娱乐。这可以包括公共涂鸦（标记）和在偷来的车辆中“兜风”。
该帮派目前的主要收入来源是街头毒品分销，然而，许多Crip成员也通过黑市销售非法枪支赚取了可观的资金。整个1980年代，街头出售快克可卡因的利润极大地增加了该帮派的规模和力量。该帮派的初期增长和流行是由于1980年代美国霹靂可卡因的爆发。

## 幫派内部對抗
随着更多的青少年帮派加入，瘸幫在洛杉矶南部变得越来越受欢迎；他们的人数一度以 3 比 1 的比例超过了非瘸帮，引发了与非瘸幫的争斗，包括L.A. Brims、Athens Park Boys、Bishops、The Drill Company和Denver Lanes。到1971年，该帮派的恶名已经传遍洛杉矶。
到1971年，在加利福尼亚州康普顿的Piru街上，一个名为Piru Street Boys的帮派成立，并作为一个分支与瘸幫結盟。經過两年的和平相處，Pirus和其他瘸幫分支之间开始了争斗。后来，昔日盟友之间的帮派战争演变成了暴力冲突。这场战斗持续到1973年，Pirus想要结束暴力，并召集其他被瘸幫攻击的帮派举行会议。经过长时间的讨论，Pirus断绝了与瘸幫的所有联系，并成立了一个后来被称为血幫的组织 ，这是一个因与瘸幫的敌对而臭名昭著的街头帮派。
从那时起，许多剩余的瘸幫分支之间也开始了其他冲突和争斗。除了与血幫争斗外，他们也互相争斗——例如，自1979年以来，Rolling 60s Neighborhood Crips和83 Gangster Crips一直是敌对关系。在Watts，Grape Street Crips和PJ Watts Crips之间的争斗如此激烈，以至于PJ Watts Crips甚至与当地的一个血幫分支Bounty Hunter Bloods联合起来对抗Grape Street Crips。20世纪90年代中期，Hoover Crips与其他Crip分支之间的敌对和战争导致他们独立，并放弃了Crip的名字，自称为Hoover Criminals。

## 联盟与竞争

### 与血幫的对抗
血幫是瘸幫的主要对手。血幫最初成立是为了保护Piru Street Gang的成员免受瘸幫的攻击。这种对立始于1960年代，当时Washington和其他Crip成员攻击了Centennial High School的两名学生Sylvester Scott和Benson Owens。事件发生后，Scott成立了Pirus帮派，而Owens则成立了West Piru帮派。
1972年底，一些由于瘸幫不断升级的攻击而感到受害的帮派加入了Pirus，创建了一个新的非Crip帮派联盟，后来被称为血幫。在1972年至1979年之间，瘸幫和血幫之间的对立加剧，占据了洛杉矶南部大部分的帮派相关谋杀案件。血幫和瘸幫的成员偶尔会互相争斗，截至2010年，他们对洛杉矶大量的帮派相关谋杀案件负有责任。 这种对立还被认为是2022年萨克拉门托枪击事件的幕后原因，该事件导致六人丧生。

### 于Folk Nation結盟
1980年代末和1990年代初，由於瘸幫成員被關押至全美各地的監獄，在美國中西部以及南部的監獄中，瘸幫與Folk Nation結盟。結盟的目的是爲了保护关押在州和联邦监狱中的帮派成员。該結盟在監獄内影響力巨大，但在監獄外影響力普普，二者的結盟被稱作“八號毬”，如果八號毬壞了，就代表就表示二者之间有分歧或 "矛盾"。

## 外部連結
- PBS Independent Lens program on South Los Angeles gangs （页面存档备份，存于）
- Snopes Urban Legend （页面存档备份，存于） – The origin of the name Crips